# 沿海路 (東港鎮)
沿海路（Yanhai Rd.）是屏東縣東港鎮的南北向主要幹道。本道路行經東港市區外環，屬台17線沿海公路。前端跨越東港溪過東港大橋接新園鄉臨海路往高雄市林園區。並與屬台27線的南興路形成Y字型岔路，沿著台27線北上至萬丹鄉、屏東市。起端於東港大橋南端，沿途與縣道187號二度交會，可到東港市區（臺鐵東港線亦經過此路，並有設站，現已拆除）。其中，台17線在此左轉船頭路往東至林邊、枋寮鄉。而沿海路最後止於大鵬灣環灣道路路口往大鵬灣國家風景區。為東港鎮往來新園鄉、大鵬灣國家風景區的重要道路。也是屏東縣、高雄市兩地之間沿海往來重要道路之一。

## 行經行政區域
- 東港鎮

## 沿線設施
（由北至南）
- 東港大橋
- 東港陸橋
- 中正路一、二段
- 屏東縣立東新國中（東新路1號）
- TOYOTA東港服務廠（東新路20號）
- 台灣中油千越加油站東新站
- 慈濟東港靜思堂
- 光復路（光復路口）
- 東港魚鬆館
- 新興橋
- 屏東縣政府警察局東港分局、東港派出所
- 船頭路
- 屏東縣東港鎮以栗國民小學
- 佑康老人養護中心
- 大鵬灣環灣道路